# Allan Marques Loureiro
Allan Marques Loureiro (Rio de Janeiro, 8 de janeiro de 1991) é um futebolista brasileiro que atua como volante. Atualmente, joga pelo Botafogo.

## Carreira

### Vasco da Gama
Allan foi promovido ao profissional do Vasco da Gama em 2009 pelo técnico Dorival Júnior, tendo sido titular em várias partidas do clube nesta temporada.
Além de Allan, outros jogadores jovens do Vasco estavam naquele elenco. Atletas como Philippe Coutinho, Alex Teixeira e Souza, todos com passagens vitoriosas em diferentes clubes europeus, figuraram na equipe que viria a ser a Campeã daquela edição de Série B.
Depois de ajudar o clube da Colina a voltar para a elite do futebol brasileiro sendo campeão da Série B, Allan se contundiu e com isso não pode jogar o Campeonato Carioca nem a Copa do Brasil de 2010. Depois de se recuperar da contusão, Allan voltou aos treinamentos com os juniores para pegar ritmo de jogo novamente. 
Voltou aos profissionais na última rodada do Campeonato Brasileiro antes da parada para a Copa do Mundo. Durante a pausa, o Vasco disputou a Copa da Hora, torneio amistoso que o clube se sagrou campeão com grande participação de Allan, tendo marcado um golaço no jogo contra o Coritiba que foi vencido pelos cariocas por 3 a 2.
Em 2011, após contusão do lateral-direito titular do time, Fagner, Allan foi improvisado na lateral pelo técnico Ricardo Gomes e acabou dando certo, conquistando a vaga de titular mesmo após a recuperação de Fagner. Com isso, Allan foi titular do Vasco na conquista da Copa do Brasil de 2011. 
Naquele mesmo ano, o jogador teve outras duas oportunidades de vencer mais um troféu com a equipe vascaína. Durante a Copa Sul-Americana de 2011, Allan foi um jogador frequente na campanha que terminou na semifinal, após a Universidad de Chile eliminar o time carioca por 3 a 1 no agregado.
No Campeonato Brasileiro de Futebol de 2011, o Vasco ficou dois pontos atrás do Corinthians e perdeu a chance de se sagrar campeão, pois a equipe curzmaltina não derrotou o Flamengo na rodada final do Brasileirão daquele ano.
Após a boa campanha em que o clube cruzmaltino parou nas quartas-de-final da Libertadores de 2012, e chegou a duas finais de campeonato carioca, perdendo as duas, no dia 28 de junho, Allan foi vendido para a Udinese por €3 milhões.
Mesmo tendo uma passagem vitoriosa com a equipe de São Januário, Allan não dava como certa o seu retorno para o time que o revelou. Em 2020, o meio-campista revelou que tem "carinho" pelo time e também afirmou que acompanhava o Campeonato do clube. Ainda que não tivesse afirmado que voltaria, o atleta também nunca fechou as portas sobre seu possível retorno:
| “                                      | Eu acompanho sempre o Vasco, tenho um carinho enorme. Foi o clube onde cresci e que abriu as portas do futebol pra mim, tem sempre minha torcida. Fico triste pelo momento que vem passando, um momento difícil e complicado. Espero que possa se reerguer e ser o Vasco temido por todos os outros clubes. No futuro, eu procuro não pensar tanto. Procuro pensar mais no presente. De repente, quem sabe, mais pra frente, eu possa vestir a camisa do Vasco? | ” |
| — Allan sobre voltar a jogar no Vasco. | |   |

### Udinese
Em junho de 2012, Allan foi vendido e se transferiu para a Udinese, da Itália, por 3 milhões de euros (9 milhões de reais). 
Ele logo ganhou uma vaga de titular no centro da equipe de Udine, fazendo sua estreia contra a Juventus em 2 de setembro, com uma assistência para o companheiro de equipe Lazzari. Em suas três temporadas com a Udinese, Allan somou 116 jogos, 2 gols e 14 assistências.

### Napoli

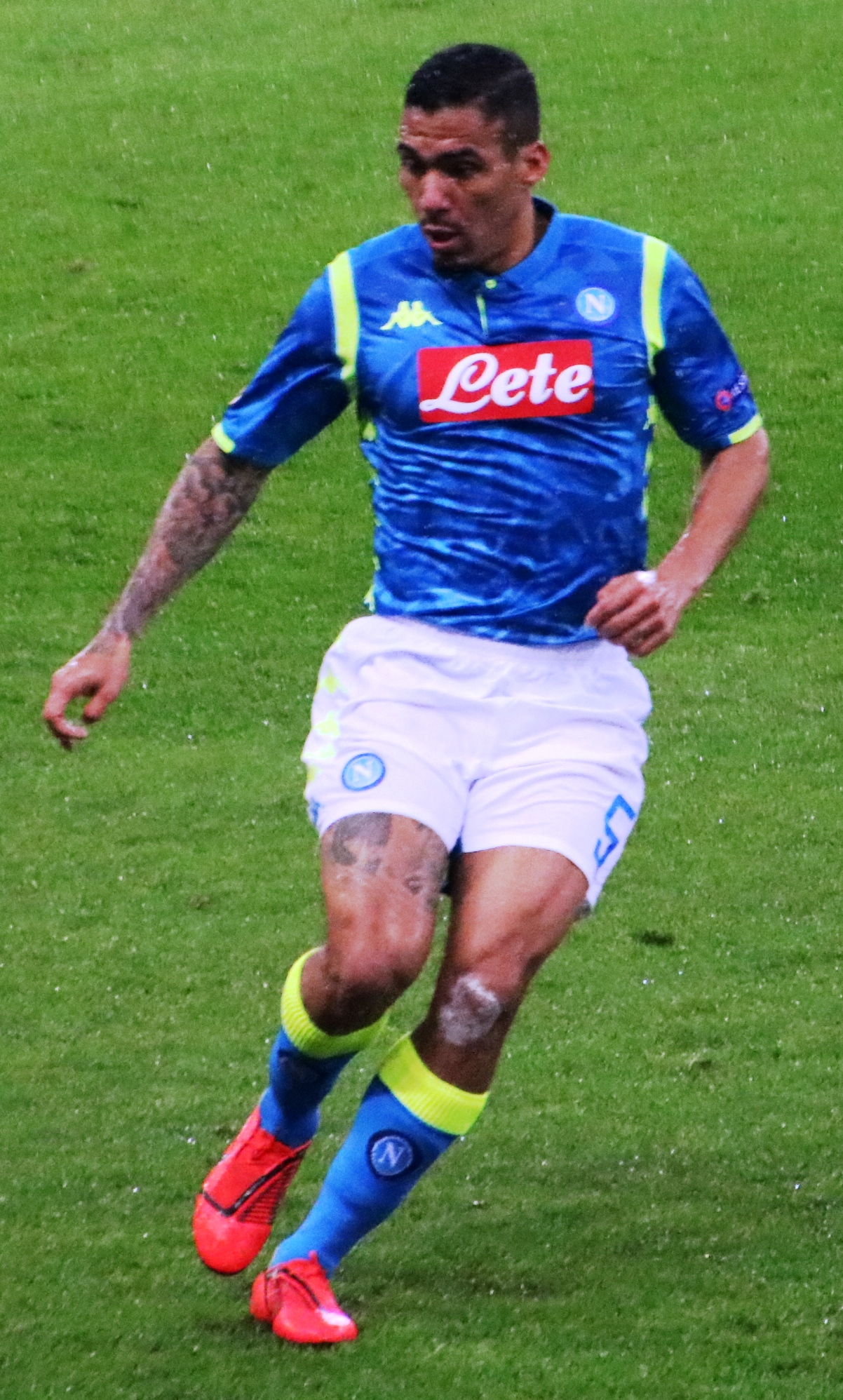
Allan pelo Napoli.

Na terça-feira do dia 21 julho 2015, o Napoli confirmou contratação Allan, 24 anos, junto a Udinese, por 12 milhões de euros(42 milhões de reais). 
Recebeu a camisa de Número 5. Em 30 de agosto, em uma partida contra a Sampdoria, Allan fez sua estreia por seu novo clube. Marcou o primeiro gol com a camisa da Napoli na partida contra a Empoli, partida essa que terminou em empate de 2-2.
Na sua passagem pela Napoli, o jogador se consolidou como uma das principais figuras do elenco. Na equipe, Allan conseguiu contribuir à classificação do time italiano por 4 vezes à Liga dos Campeões da UEFA. e outras 3 vezes para Liga Europa da UEFA..
Ainda em sua passagem, o jogador conquistou o título da Coppa Italia de 2019–20 ao derrotarem a Juventus nas penalidades. Allan também quase conquistou a Serie A por três vezes, mas foram superados pela Velha Senhora nessas oportunidades e ficaram com o vice-campeonato.
Após 212 partidas com 11 gols marcados, Allan deixava o Napoli após ser chamado por Carlo Ancelotti, com quem já havia trabalhado anteriormente pela equipe de Napoles, para atuar na Premier League.

### Everton

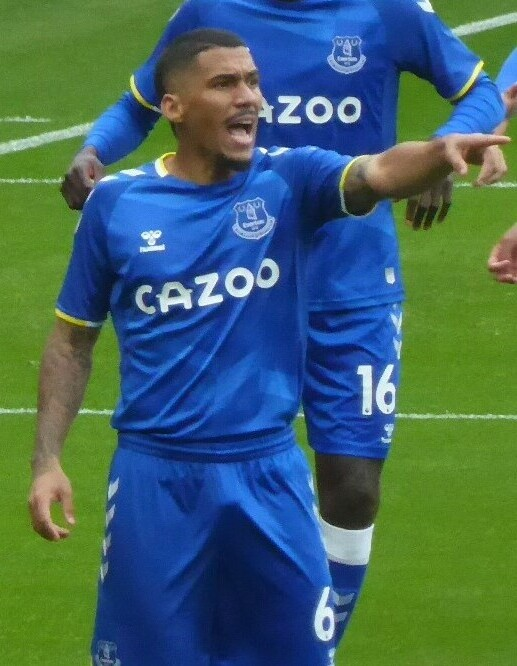
Allan, no Everton, em 2021

Em 5 de setembro de 2020, o Everton anunciou a contratação de Allan, o clube inglês pagou cerca de € 25 milhões, contrato válido até 2023. Em sua chegada à equipe britânica, o brasileiro disse:
| “ | É um grande prazer assinar com o Everton. Estou muito feliz por estar aqui. Espero, assim como fiz em toda a minha carreia, contribuir com meus colegas e fazer ótimos jogos e ganhar títulos importantes. É um clube com uma rica história na Premier League, tem ambição e o professor Lancelotti, que fez de tudo para me trazer. | ” |

Ele fez sua estreia na semana seguinte em uma vitória por 1-0 fora de casa para o Tottenham durante a Premier League de 2020–21.
Pelo time de Liverpool, Allan esteve presente nas campanhas irregulares da equipe, quase sendo rebaixado durante a Premier League de 2021–22. Foi no final dessa temporada que o jogador passou a não ser mais utilizado em campo. Sua ausência no time se estendeu até a Premier League seguinte e o brasileiro optou por negociar com outra equipe.

### Al Wahda

#### 2022–23
No início da noite de 25 de setembro de 2022, o Al Wahda anunciou a contratação de Allan. De acordo com a imprensa da terra da rainha, os árabes pagaram 25 milhões de euros ao Everton para ter o jogador até junho de 2024. Na equipe asiática, Allan dividira elenco com o brasileiro Matheus Pereira e com o português Pizzi.
A estreia do jogador aconteceu no dia 2 de outubro de 2022. O jogador foi titular na vitória de sua equipe por 4-0 diante o Al-Bataeh. Contudo, sua única participação de gols naquela edição de Campeonato Emiradense de Futebol foi na penúltima rodada, quando deu uma assistência para João Pedro na vitória de sua equipe por 3-2 contra o Ajman Club. Sua equipe terminou em 3º colocado no Campeonato, todavia não obtiveram pontos o suficiente para ganhar uma vaga para Liga dos Campeões da Ásia.

#### 2023–24
Em sua última temporada pelo time, Allan conseguiu conquistar o espaço de capitão da equipe já nas primeiras rodadas do Campeonato Emiradense. O atleta também teve sua temporada mais artilheira desde que chegou no país, pois até anunciar publicamente a sua saída do time, em abril de 2024, o brasileiro tinha estufado as redes três vezes, com destaque para seu doblete diante o Al Jazira na 15ª rodada.
Apesar do título do Campeonato ter ficado distante, o Al Wahda pôde ir muito longe na Etisalat Emirates Cup. A equipe conseguiu rever duas situações de derrotas nos jogos de ida das oitavas e quartas, mas conseguiu reverter a situação aplicando quatro gols na partida de volta, e puderam chegar à decisão. Na final, derrotaram o Al Ain e Allan levantou seu único troféu em solo Árabe.
Em 13 de abril de 2024, após um jogo contra o Al Wasl pelo Campeonato Nacional, o jogador disse em entrevista que já havia assinado com o Botafogo. A informação da mídia brasileira que confirmava o acerto já vinha sendo veiculada há alguns meses, mas o atleta disse isso publicamente apenas alguns jogos de terminar sua passagem pela equipe.

### Botafogo
Allan confirmou, ainda em contrato com o Al Wahda, que tinha assinado compromisso com o Botafogo. A mídia brasileira informara que o acerto com o clube, que era rival do Vasco (a equipe que o revelou), se deveu ao fato de que o pai do jogador era um torcedor do Fogão. A chegada do meio-campista ocorreu em julho de 2024, com contrato válido até dezembro de 2026. Em 24 de julho de 2024, marcou o primeiro jogo de Allan pelo Botafogo no empate por 2 a 2 com o São Paulo no Morumbi.

## Seleção Brasileira

### Seleção Sub-20

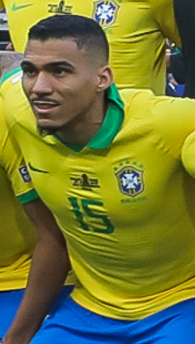
Allan pela Seleção Brasileira.

O técnico Ney Franco o convocou para a Seleção Brasileira Sub-20 que se sagrou campeã mundial da categoria em 2011. 

### Seleção Principal
Em 2018, após anos no Napoli sendo um destaques do time, foi chamado pela primeira vez para a seleção principal pelo técnico Tite. Na coletiva após a convocação, Tite brincou a respeito de Allan dizendo: "Ele tem rodinha nos pés" arrancando gargalhada dos repórteres presentes e fazendo lembrar Felipão e Bernard quando o técnico do penta disse da alegria nas pernas do ex-jogador do Atlético Mineiro.
Integrou o elenco para a disputa da Copa América de 2019, edição em que o Brasil conquistou o nono título.

## Títulos
Vasco da Gama
- Campeonato Brasileiro Série B: 2009
- Copa do Brasil: 2011
- Copa da Hora: 2010

Napoli
- Copa da Itália: 2019–20

Al Wahda
- Etisalat Emirates Cup: 2023–24

Botafogo
- Copa Libertadores da América: 2024
- Campeonato Brasileiro: 2024

Seleção Brasileira
- Copa Sendai: 2010
- Copa do Mundo Sub-20: 2011
- Copa América: 2019